# Carol Kane
Carol Kane (nascuda Carolyn Laurie Kane, Cleveland, Ohio, Estats Units, 18 de juny de 1952) és una actriu estatunidenca. Prové del teatre underground i després ha fet cinema, teatre musical i televisió.

## Biografia
Kane va néixer a Cleveland, Ohio, filla de Joy, cantant, professora, ballarina i pianista de jazz, i Michael Kane. Va assistir a la Cherry Lawn School, un internat a Darien, Connecticut, fins al 1965. Va estudiar teatre al HB Studio i també va anar a la Professional Children's School, a Nova York. Va fer el seu debut teatral professional en una producció de 1966 de The Prime of Miss Jean Brodie, protagonitzada per Tammy Grimes.
Ha guanyat dos Premis Emmy pel seu treball en la sèrie Taxi. Va ser candidata a un Oscar a la millor actriu pel seu paper en la pel·lícula Hester Street. També va aparèixer el 1987 en La princesa promesa i el 1988 en Els fantasmes ataquen al cap, amb Bill Murray.
A principis de 2006, va començar a actuar en el musical de Broadway Wicked, caracteritzant Madame Morrible, un paper que havia executat anteriorment en el xou de la primera gira nacional. També va aparèixer en la sèrie de televisió de NBC Acció en viu de la producció The Year Without a Santa Claus al desembre de 2006.

## Filmografia
Filmografia:
- 1970: Blood of the Iron Maiden: Carol
- 1971: Carnal Knowledge: Jennifer
- 1971: Desperate Characters: la jove
- 1972: Wedding in White: Jeannie Dougall
- 1973: The Last Detail: Young Whore
- 1975: Tarda negra (Dog Day Afternoon): Jenny
- 1975: Hester Street: Gitl
- 1976: Harry i Walter se'n van a Nova York (Harry and Walter Go to New York): Florence
- 1977: Annie Hall: Allison
- 1977: Valentino: l'amiga de Fatty
- 1977: The World's Greatest Lover: Annie Hickman
- 1978: Out of Our Father's House (telefilm): Eliza Southgate
- 1978: The Mafu Cage: Cissy
- 1979: The Muppet Movie: Myth
- 1979: When a Stranger Calls: Jill Johnson
- 1979: La Sabina: Daisy
- 1980: The Greatest Man in the World (telefilm): April
- 1980: Les Jeux de la comtesse Dolingen de Gratz: Louise Haines-Pearson
- 1981: Keeping On (telefilm): Lavinia
- 1981: The Girls in Their Summer Dresses and Other Stories by Irwin Shaw (telefilm): Frances Loomis (The Girls in Their Summer Dresses)
- 1981: La Vie avant tout
- 1982: Norman Loves Rose: Rose
- 1982: Pandemonium: Candy Jefferson
- 1983: An Invasion of Privacy (telefilm): Ilene Cohen
- 1983: Can She Bake a Cherry Pie?: Customer At Cafe
- 1984: The Secret Diary of Sigmund Freud: Martha Bernays
- 1984: El pont de Brooklyn (Over the Brooklyn Bridge): Cheryl
- 1984: Racing with the Moon: Annie, la prostituta
- 1984: Burning Rage (telefilm): Mary Harwood
- 1985: Transylvania 6-5000: Lupi
- 1986: All Is Forgiven (sèrie TV): Nicolette Bingham
- 1986: Jumpin' Jack Flash: Cynthia
- 1987: Ishtar: Carol
- 1987: La princesa promesa (The Princess Bride): Valerie
- 1988: Rap Master Ronnie: A Report Card (vídeo)
- 1988: Drop-Out Mother (telefilm): Maxine
- 1988: Sticky Fingers: Kitty
- 1988: License to Drive de Greg Beeman: Mrs. Anderson
- 1988: Scrooged: regal de Nadal
- 1989: Les Lemon Sisters (The Lemon Sisters): Franki D'Angelo
- 1990: Flashback: Maggie
- 1990: Joe contra el volcà (Joe Versus The Volcano): Cassandra
- 1990: Les Contes de la Crypte: Judy, temporada 2, episodi 11: "Transformation" ("Judy, You're not yourself today")
- 1990: El meu estimat mafiós (My Blue Heaven): Shaldeen
- 1990: American Dreamer (sèrie TV): Lillian Abernathy
- 1991: Baby on Board: Maria
- 1991: Ted and Venus de Bud Cort: Colette
- 1992: A la sopa (In the Soup): Barbara
- 1993: When a Stranger Calls Back (telefilm): Jill Johnson
- 1993: Even Cowgirls Get the Blues: Carla
- 1993: Addams Family Values: àvia
- 1995: The Crazysitter: Treva Van Arsdale
- 1995: Dad, the Angel & Me (telefilm): l'àngel
- 1995: Napoleon: Spider (veu)
- 1995: Freaky Friday (telefilm): Leanne Futterman
- 1995: Dino Rex (Theodore Rex) (vídeo): Molly Rex (veu)
- 1996: El gran trapella (Big Bully): Faith Bigger
- 1996: Sunset Park: Mona
- 1996: Un amic desconegut (The Pallbearer): mare de Tom
- 1996: Una última copa (Trees Lounge): Connie
- 1996: American Strays: Helen
- 1996: Pearl (sèrie TV): Annie Caraldo
- 1997: Gone Fishin: Donna Waters
- 1997: Office Killer: Dorine Douglas
- 1997: Merry Christmas, George Bailey (TV): cosina Tilly / Mrs. Hatch
- 1998: The First Seven Years (TV): Mrs. Feld
- 1999: Tomorrow by Midnight: oficial Garfield
- 1999: Caramel assassí (Jawbreaker): Ms. Sherwood
- 1999: The Tic Code: Miss Gimpole
- 1994: LNoah's Ark, de John Irvin (TV): Sarah
- 1999: Beggars and Choosers (sèrie TV): Lydia (L. L.) Luddin
- 1999: Blue's Big Treasure Hunt (vídeo): petita Miss Muffet (veu)
- 2000: The Office Party: Linda
- 2001: D. C. Smalls: Mom
- 2001: My First Mister: Mrs. Benson
- 2001: The Shrink Is In (TV): Dra. Louise Rosenberg
- 2002: The Grubbs (sèrie TV): Sophie Grubb
- 2002: Love in the Time of Money: Joey
- 2003: Cosmopolitan (TV): Mrs. Shaw
- 2003: Audrey's Rain (TV): Missy Flanders
- 2004: Confessions of a Teenage Drama Queen: Miss Baggoli
- 2005: The Pacifier: Helga
- 2005: The Civilization of Maxwell Bright: Temple
- 2005: The Happy Elf (vídeo): Gilda (veu)
- 2006: The Year Without a Santa Claus: Mare Nature
- 2009: Two and a Half Men (temporada 6, episodi 12) (sèrie TV): Shelly
- 2009: Two and a Half Men (temporada 6, episodi 14) (sèrie TV): Shelly
- 2009: Law & Order: Special Victims Unit (temporada 10, episodi 22) (sèrie TV): Gwen Munch
- 2009: Monk (temporada 8, episodi 13) (sèrie TV): Joy
- 2010: Ugly Betty (temporada 4, episodi 16) (sèrie TV): Lena Korvinka
- 2010: My Girlfriend's Boyfriend de Daryn Tufts: Barbara
- 2010: The Bounty Hunter: Dawn
- 2010: Pete Smalls Is Dead: Landlady
- 2011: Dora the Explorer (temporada 6, episodi 5) (sèrie TV): àvia Troll (veu)
- 2011: The Key Man: Marsha
- 2011: Phineas and Ferb (temporada 3, episodi 13) (sèrie TV): Nana Shapiro (veu)
- 2012: Sleepwalk with Me: Linda
- 2012: Should've Been Romeo: Ruth
- 2012: Thanks for Sharing: Roberta
- 2012: Jake and the Never Land Pirats (temporada 2) (sèrie TV): Sea Witch (veu)
- 2013: Girls (temporada 2, episodi 8) (sèrie TV): Cloris
- 2013: Clutter: Linda Bradford
- 2013: Anger Management (temporada 2, episodi 24) (sèrie TV): Carol
- 2013: Jake and the Never Land Pirats (temporada 2, episodi 32) (sèrie TV): Sea Witch (veu)
- 2013: Law & Order: Special Victims Unit (temporada 15, episodi 5) (sèrie TV): Gwen Munch
- 2014: Emoticon ;): Hannah Song
- 2014: Dynamite: A Cautionary Tale: Cecilia
- 2014: Gotham (sèrie TV): Gertrud Kapelput
- 2015: Ava's Possessions: Talia
- 2015: Unbreakable Kimmy Schmidt (sèrie TV): Lilian
- 2018: The Sisters Brothers Mrs. Sisters
- 2018: Ghost Light Madeline Styne
- 2019: The Dead Don't Die Mallory O'Brien

## Premis i nominacions

### Premis
- 1982: Primetime Emmy a la millor actriu en sèrie còmica per Taxi
- 1983: Primetime Emmy a la millor actriu secundària en sèrie musical o còmica per Taxi

### Nominacions
- 1976: Oscar a la millor actriu per Hester Street
- 1983: Globus d'Or a la millor actriu secundària en sèrie, minisèrie o telefilm per Taxi
- 1996: Primetime Emmy a la millor actriu convidada en sèrie dramàtica per Chicago Hope